# Larry Gottheim
 Larry Gottheim (* 1936 in New York City, USA; lebt ebenda) ist ein US-amerikanischer avantgardistischer Filmkünstler und Experimental-Filmemacher.

## Leben und Werk
Larry Gottheim unterrichtete selbst die Lehre des Filmemachens mit 16-mm-Filmmaterial und wurde in den 1960er Jahren zu einem von Amerikas führenden Avantgarde-Filmemachern.
Von seinen Reihen von „Single-shot“-Filmen aus den späten 1960er Jahren hat er sich über die dichten Sound-/Bild-Konstruktionen von Mitte der 1970er Jahre bis in das Kino der Gegenwart entwickelt.
Gottheims Arbeiten sind keinem Genre direkt zuzuordnen. Er gehört zu den strukturellen Filmemachern mit seinen intensiven Untersuchungen der Paradoxien zwischen direkter, sinnlicher Erfahrung im Dialog mit komplexen filmischen Strukturen der Wiederholung, Erwartung und Erinnerung.
Gottheim entwickelte das Department of Cinema an der Binghamton University in New York und unterrichtete dort mehr als dreißig Jahre. Diese äußerst einflussreiche Abteilung hat Ausstrahlung auf die talentiertesten Künstler, Wissenschaftler und Filmemacher bis auf den heutigen Tag, unter anderem auf Ken Jacobs, Hollis Frampton, Peter Kubelka und Ernie Gehr und viele andere. In den 1990er Jahren war Gottheim auch für eine kurze Zeit Direktor der Film-makers’ Cooperative in New York.
Larry Gottheim war mit den Filmen Barn Rushes und Fog Line Teilnehmer der Documenta 5 in Kassel im Jahr 1972 in der Abteilung Filmschau: New American Cinema. Seine Filme sind in den Sammlungen von wichtigen Museen und Archiven in der ganzen Welt enthalten. Eine Retrospektive seiner frühen Filme wurde 2005 beim New York Film Festival uraufgeführt.

## Filmographie
- Barn Rushes (1971) 8 min 16 mm
- Blues (1970) 8.5 min 16 mm
- Corn (1970) 10.5 min 16 mm
- Doorway (1971) 8 min 16 mm
- Elective Affinities (1971–1980) mit: 
  - Horizons (Elective Affinities I: Overture)
  - Mouches Volantes (Elective Affinities II)
  - Four Shadows (Elective Affinities III)
  - Tree of Knowledge (Elective Affinities IV)
- Fog Line (1970) 11 min 16 mm
- Four Shadows (Elective Affinities III) (1978) 64 min 16 mm
- Harmonica (mit Shelley Berde, 1970–1971) 11 min 16 mm
- Horizons (Elective Affinities I: Overture) (1971–1973) 80 min 16 mm
- Machete/Gillette . . . Mama (1989) 45 min 16 mm
- Mnemosyne Mother of Muses (1987) 18 min 16 mm
- Mouches Volantes (Elective Affinities II) (1976) 68 min 16 mm
- Natural Selection (1984) 35:15 min 16 mm
- The Red Thread (1987) 17 min 16 mm
- "Sorry / Hear Us" (1986) 8 min 16 mm
- Thought (1971) 7 min 16 mm
- Tree of Knowledge (Elective Affinities IV) (1980) 57:45 min 16 mm
- Your Television Traveler (1991)